# Aéroport de Mayo
L'aéroport de Mayo est un aéroport situé au Yukon, au Canada.